# 후세인 알모카위
후세인 알리 자심 알모카위(1988년 3월 24일 ~ , 아랍어: حسين علي المقهوي)는 사우디아라비아의 축구 선수이며, 현재 사우디아라비아 프리미어리그의 알파테 FC와 사우디아라비아 축구 국가대표팀에서 뛰고 있다. 포지션은 미드필더이다.

## 클럽 경력
그는 2010년에 알파테에 합류했다. 인상적인 경기력으로 사우디아라비아 프리미어리그의 주전 선수가 되었다.

## 국가대표 경력
그는 0-0 무승부로 이란과의 경기에서 사우디아라비아 국가대표팀 데뷔전을 치렀다.
2018년 5월, 그는 2018년 러시아 월드컵 사우디아라비아 예비 명단에 이름을 올렸다.

## 명예

### 알파테 FC
- 사우디 프로페셔널리그: 2012-13
- 사우디 슈퍼컵: 2013

### 알아흘리 사우디 FC
- 사우디 프로페셔널리그: 2015-16
- 사우디아라비아 국왕컵: 2016
- 사우디 크라운 프린스컵: 2014-15
- 사우디 슈퍼컵: 2016

## 개인의 삶
그는 알하사 출신의 수니파 이슬람교도이다. 그는 2015년 복부 질환으로 짧은 투병 끝에 동생을 잃었다. 그는 자신이 FC 바르셀로나의 팬이며 이상형은 리오넬 메시라고 밝혔다.